# 弗瑞德·林恩
弗瑞德里克·麥可·林恩（英語：Fredric Michael Lynn，1952年2月3日—），為美國職棒大聯盟的中外野手。生涯曾效力過紅襪、天使、金鶯、老虎與教士等隊。他在1975年同時拿下聯盟新人王和聯盟MVP，成為大聯盟史上第一位同年獲得這兩個獎項的球員。
2002年，林恩入選紅襪隊名人堂。2007年，他入選大學棒球名人堂。

## 職業生涯

### 波士頓紅襪
1974年9月5日，林恩登上大聯盟。該年他出賽15場比賽，合計43個打數敲出18支安打。
1975年，還只是大聯盟菜鳥的林恩便迎來了生涯大爆發。該年他的打擊率高達3成31，並敲出21轟與105分打點。這年他不僅在打擊王排名第二，還同時拿下金手套獎、美聯新人王漢美聯年度MVP大獎。他也成為第一位同年拿下新人王和年度MVP的球員。其中6月18日他更是敲出3支全壘打與10分打點。這年紅襪隊順利闖進世界大賽，不過最後7場比賽輸給紅人。而林恩在系列賽的打擊率為2成80，並敲出1轟與5分打點。
1978年至1980年，林恩蟬聯金手套獎。1979年，他拿下美聯打擊王，並在MVP票選拿下第四名。1975年至1980年，林恩都有入選明星賽。而他在1980年5月13日達成完全打擊。
林恩在紅襪7個球季，打擊率為3成08，合計敲出124轟與521分打點。

### 加州天使
1981年1月，紅襪將林恩和Steve Renko交易至天使，換來Frank Tanana、Jim Dorsey和Joe Rudi等三名球員。這年林恩因為膝傷困擾僅出賽76場比賽，打擊率僅2成19，並敲出5轟與31分打點。不過他在隔年繳出2成99的打擊率，差點突破3成大關。後面兩年他的打擊率分別為2成72和2成71。
1982年的美聯冠軍賽，天使隊雖然以2勝3敗輸球，不過林恩拿下了系列賽的MVP。他也成為史上第一位拿下聯盟冠軍賽MVP，球隊最後卻輸球的球員。1983年的明星賽，林恩拿下了MVP。總計他在天使隊四年，打擊率為2成71，一共敲出71轟與270分打點。
1981年，Lawrence Ritter和Donald Honig在其出版的書籍《史上最傑出的百大棒球員》中，將林恩納入其中。

### 巴爾的摩金鶯
1984年，成為自由球員的林恩和金鶯隊簽下5年680萬美元的合約。當時球隊還另外簽下Lee Lacy與Don Aase等兩位老將，不過金鶯卻在1986年與1988年於美聯敬陪末座。而林恩也曾取笑金鶯球帽的樣子非常滑稽，他說他從未見過會有球隊會在球帽上放上卡通鳥類的圖案。合計他在金鶯隊的打擊率為2成65，一共敲出87轟與232分打點。

### 底特律老虎
1988年8月31日，金鶯隊用林恩向老虎隊交易Chris Hoiles、Cesar Mejia和Robinson Garces。不過當時發生一段小插曲，原已完成交易的林恩並沒有在當天到球隊報到，因此大聯盟宣布林恩不得出席季後賽的賽事。但是大聯盟主席Peter Ueberroth後來推翻了這個判決，他認為只要交易成功球員就不受出賽場次的限制。然而老虎隊依舊以1場勝差輸給紅襪隊，無緣晉級季後賽。
該年林恩在老虎隊出賽27場比賽，打擊率為2成22，並敲出7轟與19分打點。隔年他出賽119場比賽，打擊率為2成41，並敲出11轟與46分打點。球季結束後他成為自由球員。

### 聖地牙哥教士
1989年12月，林恩加盟教士隊，這也是他首度轉戰國聯球隊。1990年，38歲的他繳出2成40的打擊率，外帶6轟與23分打點的成績。球季結束後他成為自由球員，雖然他繼續維持體態以便隨時重返大聯盟，不過並未有球隊給他春訓邀請，教士隊便成了林恩職業生涯的最終站。

## 生涯打擊數據
| 出賽場次 | 打席 | 打數 | 得分 | 安打 | 二安 | 三安 | 全壘打 | 打點 | 盜壘 | 保送 | 三振 | 打擊率 | 上壘率 | 長打率 | 觸身球 | 守備率 |
| -------- | ---- | ---- | ---- | ---- | ---- | ---- | ------ | ---- | ---- | ---- | ---- | ------ | ------ | ------ | ------ | ------ |
| 1969     | 7923 | 6925 | 1063 | 1960 | 388  | 43   | 306    | 1111 | 72   | 857  | 1116 | .283   | .360   | .484   | 30     | .988   |

## 外部連結
- 球員資訊和成績在MLB，ESPN，Baseball-Reference，Fangraphs（英文）
- 弗瑞德·林恩在台灣棒球維基館上的頁面（繁體中文）

| 成就                | 成就                   | 成就               |
| ------------------- | ---------------------- | ------------------ |
| 前任： Iván DeJesús | 完全打擊 1980年5月13日 | 繼任： Mike Easler |